# Orquestra Nacional da França
A Orquestra Nacional da França (em francês: Orchestre National de France) é uma orquestra sinfônica da Rádio França. É também conhecida como Orchestre National de la Radiodiffusion Française e Orchestre national de l'Office de Radiodiffusion Télévision Française (ORTF). 
A Orquestra Nacional da França é, com a Orquestra Filarmônica da Radio France, Coro da Radio France e a Maîtrise de Radio France, uma das quatro formações permanentes da Radio France, e é administrada pelos Concertos da Radio France.
Desde 1944 a orquestra baseia-se no Théâtre des Champs-Élysées em Paris, onde, ocasionalente executa produções de ópera. Alguns de seus concertos acontecem em Olivier Messiaen Auditorium. Em 1954 a orquestra, conduzida por Hermann Scherchen, executaram a estréia de Déserts de Edgard Varèse. Durante a década de 1950 a orquestra fez inúmeras gravações de obras do compositor Heitor Villa-Lobos, sob a batuta do proprio compositor.

## Diretores Musicais
- 1934-1944 Désiré-Emile Inghelbrecht
- 1944-1947 Manuel Rosenthal
- 1947-1951 Roger Désormière
- 1951-1960 André Cluytens
- 1960-1967 Maurice Le Roux
- 1962-1968 Charles Munch
- 1968-1973 Jean Martinon
- 1973-1975 Sergiu Celibidache
- 1987-1991 Lorin Maazel
- 1991-2001 Charles Dutoit
- 2002-2008 Kurt Masur
- 2008-Pres. Daniele Gatti